# Resolutie 2144 Veiligheidsraad Verenigde Naties
Resolutie 2144 van de Veiligheidsraad van de Verenigde Naties werd door de VN-Veiligheidsraad unaniem aangenomen op 14 maart 2014 en verlengde de VN-missie in Libië met een jaar.

## Achtergrond
Op 15 februari 2011 braken in Libië – in navolging van andere Arabische landen – protesten uit tegen het autocratische regime van kolonel Moammar al-Qadhafi. Twee weken later had dit bewind de controle over een groot deel van Libië verloren na gewelddadige confrontaties tussen zijn aanhangers en tegenstanders. Later probeerde hij de bevolking nog te paaien met geld, maar het geweld bleef aanhouden en vele Libiërs vluchten de grenzen met Egypte en Tunesië over. Het merendeel van de internationale gemeenschap koos de zijde van de oppositie in Libië en overwoog sancties tegen het land. Die oppositie slaagde erin – met aanzienlijke luchtondersteuning van de NAVO – zowat het hele land te veroveren en ze vormden een tijdelijke overgangsraad om het te besturen. Na de dood van Qadhafi in oktober 2011 verklaarden ze Libië bevrijd en begon de overgang naar een nieuw democratisch regime. In oktober 2012 waren verkiezingen gehouden, en sedertdien werd gewerkt aan een democratisch staatsbestel. Veiligheid en het opstellen van een nieuwe grondwet waren de prioriteiten.

## Inhoud

### Waarnemingen
De volgende stappen die in Libië gezet moesten worden waren verkiezingen, het opstellen van een nieuwe grondwet en het opzetten van een nationaal overleg. Op 20 februari 2014 waren de verkiezingen voor de Grondwettelijke Vergadering gehouden.
Intussen ging de situatie in het land achteruit. Vooral in het oosten en aan de grenzen in het zuiden werd gevochten. Ook kregen vele tijdens het conflict gemaakte gevangenen, waaronder kinderen, nog steeds geen proces. Velen onder hen worden ook buiten de autoriteiten om vast gehouden. Voorts waren ook de wapens die in Libië circuleerden een groot probleem.

### Handelingen
Het mandaat van de VN-ondersteuningsmissie in Libië werd verder verlengd tot 13 maart 2015. De missie moest de overgang naar een democratisch bestel begeleiden, ordehandhaving en mensenrechten promoten, de wapenhandel onder controle brengen en de overheid versterken.
Het panel van experts dat hielp toezien op het wapenembargo en de financiële sancties tegen Libië werd tot 13 april 2015 verlengd.

## Verwante resoluties
- Resolutie 2040 Veiligheidsraad Verenigde Naties (2012)
- Resolutie 2095 Veiligheidsraad Verenigde Naties (2013)
- Resolutie 2273 Veiligheidsraad Verenigde Naties (2016)

Lijst ·  2133 ·  2134 ·  2135 ·  2136 ·  2137 ·  2138 ·  2139 ·  2140 ·  2141 ·  2142 ·  2143 ·  2144 ·  2145 ·  2146 ·  2147 ·  2148 ·  2149 ·  2150 ·  2151 ·  2152 ·  2153 ·  2154 ·  2155 ·  2156 ·  2157 ·  2158 ·  2159 ·  2160 ·  2161 ·  2162 ·  2163 ·  2164 ·  2165 ·  2166 ·  2167 ·  2168 ·  2169 ·  2170 ·  2171 ·  2172 ·  2173 ·  2174 ·  2175 ·  2176 ·  2177 ·  2178 ·  2179 ·  2180 ·  2181 ·  2182 ·  2183 ·  2184 ·  2185 ·  2186 ·  2187 ·  2188 ·  2189 ·  2190 ·  2191 ·  2192 ·  2193 ·  2194 ·  2195